# الحقوق المعنوية
[بحاجة لمصدر]
الحقوق الأخلاقية -المعنوية- هي حقوق مبدعي الأعمال المحمية بحقوق الطبع والنشر، المعترف بها عمومًا في سلطات القانون المدني، وبدرجة أقل، في بعض الولايات القضائية للقانون العام.
تشمل الحقوق المعنوية حق الاسناد، والحق في نشر مصنف مجهول أو باسم مستعار، والحق في سلامة العمل[بحاجة لمصدر]. الحفاظ على سلامة المصنف يسمح للمؤلف بالاعتراض على تعديل أو تشويه أو تشويه المصنف «الذي يضر بشرف المؤلف أو سمعته».[بحاجة لمصدر] أي شيء آخر قد ينتقص من علاقة الفنان بالعمل حتى بعد أن يترك ملكية الفنان أو ملكيته قد يؤدي إلى تفعيل هذه الحقوق المعنوية. تختلف الحقوق المعنوية عن الحقوق المالية المرتبطة بحقوق التأليف والنشر. حتى إذا كان الفنان قد تنازل عن حقوق الطبع والنشر الخاصة به إلى طرف ثالث، فإنه لا يزال يحتفظ بالحقوق المعنوية للعمل.
اعتُرف بالحقوق المعنوية لأول مرة في فرنسا وألمانيا،[بحاجة لمصدر] قبل إدراجها في اتفاقية برن لحماية المصنفات الأدبية والفنية سنة 1928 [بحاجة لمصدر]تعترف كندا بالحقوق المعنوية في قانون حق المؤلف. [بحاجة لمصدر]أصبحت الولايات المتحدة من الدول الموقعة على الاتفاقية سنة 1989، [بحاجة لمصدر]وأدرجت نسخة من الحقوق المعنوية بموجب قانون حقوق الطبع والنشر تحت العنوان 17 من قانون الولايات المتحدة.
تسمح بعض السلطات القضائية بالتنازل عن الحقوق المعنوية. في الولايات المتحدة، يعترف قانون حقوق الفنانين التشكيليين لعام 1990 (VARA) بالحقوق الأخلاقية، لكنه لا ينطبق إلا على مجموعة فرعية ضيقة من أعمال الفن المرئي. [بحاجة لمصدر]«لأغراض القانون، يشمل الفن المرئي اللوحات والرسومات والمطبوعات والمنحوتات والصور الفوتوغرافية الموجودة في نسخة واحدة أو إصدار محدود من 200 نسخة موقعة ومرقمة أو أقل». [بحاجة لمصدر]يجب التقاط صورة لأغراض المعرض فقط ليتم التعرف عليها ضمن هذه الفئة الفرعية.
الفن المستقل ليس محورًا لهذا التنازل، لأن القانون يعمل فقط في حماية الأعمال الفنية التي يمكن اعتبارها ذات «مكانة معترف بها»، بعض العناصر التي أُلغيت من حماية القانون تشمل الملصقات والخرائط ونماذج الكرة الأرضية والصور المتحركة والمنشورات الإلكترونية والفنون التطبيقية. يمنح القانون الفنانين حقين محددين. الأول هو حق الإسناد. يسمح هذا للمؤلف بتجنب الإسناد الخاطئ لعمله، ويسمح لملكيته بأن تظل مجهولة الهوية. والثاني هو حق النزاهة، يبذل قصارى جهده لمنع تشويه أو تعديل عملهم. يخفف هذا الحق من مخاوف الفنان المتعلقة بالتشهير السلبي المطبق مباشرةً على عمله في التأثير على سمعت.
في الولايات المتحدة، الحقوق المعنوية غير قابلة للتحويل، وتنتهي فقط بحياة المؤلف. ومع ذلك، يجوز للمؤلفين التنازل عن حقوقهم المعنوية إذا تم ذلك كتابةً.
تفرق بعض الولايات القضائية مثل النمسا بين الحقوق المعنوية الضيقة والواسعة. في حين أن الأول يتعلق بنزاهة العمل، فإن الأخير يحد من الاستخدامات، ما قد يضر بسلامة المؤلف. تسمح بعض خدمات الطابع الزمني لحقوق النشر للمؤلف بنشر نوايا الاستخدام المسموح بها وغير المسموح بها لمنع انتهاك هذه الحقوق الأخلاقية الأوسع. [بحاجة لمصدر]

## اتفاقية برن
من خلال مراجعة روما لاتفاقية برن سنة 1928، قبلت اتفاقية برن شكلين من الحقوق المعنوية، الأبوة والنزاهة. هذه الحقوق مدرجة في المادة 6 مكرر من اتفاقية برن على النحو التالي:
بصرف النظر عن الحقوق المالية للمؤلف، حتى بعد نقل الحقوق المذكورة، يحق للمؤلف المطالبة بتأليف المصنف والاعتراض على أي تحريف أو تعديل أو أي إجراء مهين آخر يتعلق بالعمل المذكور، ما من شأنه الإضرار بشرف المؤلف أو سمعته.

## ملخص
تعريفات:
- ∞: اللانهاية (لتحديد الحقوق المعنوية الدائمة، على الرغم من أن البلدان والمناطق قد يكون لها صياغة مختلفة في قوانينها وأنظمتها)
- = الحقوق الاقتصادية: مساوية أو مماثلة للحقوق الاقتصادية

| الدول والمناطق   | شروط الحقوق المعنوية | المراجع |
| ---------------- | --- | --- |
| ألبانيا          | ∞ غير منتهية = الحقوق الاقتصادية (الأعمال خلال فترات حماية حقوق التأليف والنشر حسب الدولة)                                                | المواد 4، 17-21، القانون رقم 7564 بتاريخ 19 أبريل 1992، المعدل بموجب القانون رقم 7923 بتاريخ 19 مايو 1995                                                                    |
| الجزائر          | ∞ غير قابلة للتصرف، لا يمكن التنازل عنها                                                                                                  | المادة 21, (أمر رقم 03-05 مؤرخ في 19 جمادى الأولى سنة 1424 الموافق 19 يوليو عام 2003، يتعلق بحقوق المؤلف والحقوق المجاورة )                                                  |
| أندورا           | = الحقوق الاقتصادية | المواد 6، 18 قانون حقوق التأليف والنشر والحقوق المجاورة لعام 1999 |
| أنغولا           | ∞ لا يمكن تحويل الملكية | المادة 18، قانون حقوق المؤلف (رقم 4/90 بتاريخ 10 مارس 1990) |
| أنتيغوا وباربودا | = الحقوق الاقتصادية | s. 18, قانون حقوق التأليف والنشر، 2002 |
| أرمينيا          | ∞ غير محدودة | المادة 12, قانون حقوق التأليف والنشر والحقوق المجاورة لعام 2006 |
| النمسا           | فترة الحياة + 70 عاماً | §§19-21 UrhG |
| أستراليا         | = الحقوق الاقتصادية | s. 195AM, Copyright Act 1968 |
| أذربيجان         | ∞ غير محدودة | المواد 14، 27، قانون حقوق التأليف والنشر والحقوق المجاورة لعام 5 June 1996                                                                                                   |
| باربادوس         | = الحقوق الاقتصادية فترة حياة المؤلف + 20 سنة تقويمية (الحقوق ضد الإسناد الكاذب)                                                          | s. 18(1), 18(2), Copyright, Act, 05/03/1998, No. 4 |
| بيلاروس          | ∞ غير محدودة | المادة 15، |
| بلجيكا           | ∞ لا يمكن تحويل الملكية | المواد 1(2)، 7، قانون حقوق المؤلف والحقوق المجاورة (الصادر في 30 يونيو 1994، المعدل بموجب قانون 3 أبريل 1995)                                                                |
| البرازيل         | ∞ لا يمكن تحويل الملكية، يمكن التنازل عنها، تنتقل للورثة                                                                                  | المواد 24 و §1º, 27, قانون حقوق التأليف والنشر والحقوق المجاورة (القانون الفيدرالي رقم 9،610/98).                                                                            |
| كندا             | = الحقوق الاقتصادية، يمكن التنازل عنها | المواد 14.1، 14.2، قانون حقوق المؤلف (R.S.C., 1985, c. C-42) |
| الصين            | ∞ دائمة وبأثر رجعي | المواد 10، 20، قانون حقوق المؤلف لجمهورية الصين الشعبية |
| الدنمارك         | = فترة حياة المؤلف + 70 عاماً تقويمياً (∞ غير محدودة إذا كان استخدام العمل ينتهك المصالح الثقافية)                                          | الأقسام 63(1)، 75، قانون حقوق التأليف والنشر الموحد لعام 2010. قانون التوحيد رقم. 202 بتاريخ 2/27/2010                                                                       |
| مصر              | ∞ دائمة، تسقط الحقوق بالتقادم، وغير قابلة للتخصيص                                                                                         | المادة 143, https://www.wipo.int/wipolex/en/legislation/details/19305 القانون رقم 82 لعام 2002 فيما يتعلق بحماية حقوق الملكية الفكرية وحقوق التأليف والنشر والحقوق المجاورة] |
| فنلندا           | ∞ لا يمكن التصرف بها إلا إلى الحد الذي يكون محدودًا ومقيدًا في نطاقه                                                                        | القسم 3، قانون حقوق التأليف |
| فرنسا            | ∞ دائمة، لا يمكن تحويل الملكية وغير قابلة للتقادم                                                                                         | المادة L121-1، قانون الملكية الفكرية |
| غانا             | ∞ دائمة | المواد 6, 18, قانون حقوق التأليف والنشر، 2005، رقم 690 |
| هونغ كونغ        | = الحقوق الاقتصادية، لا يمكن التنازل عنها، يجب التأكيد عليها                                                                              | s. 89-114, Copyright Ordinance, Chapter 528, Division IV |
| الهند            | ∞ دائمة | s. 57, قانون حقوق التأليف والنشر، 1957 |
| إندونيسيا        | ∞ متأصلة إلى الأبد في المؤلف | Art.5 (1) |
| إيطاليا          | ∞ دائمة ولا يمكن تحويل الملكية | المواد 22-23، القانون 22 أبريل 1941، رقم 633 |
| ماكاو            | ∞ دائمة، لا يمكن تحويل الملكية وغير قابلة للتقادم                                                                                         | المواد 7(d), 41, Decree-Law n.o 43/99/M of August 16, 1999 |
| مقدونيا الشمالية | ∞ غير محدودة | المواد 61(2)، 75، حق المؤلف والحقوق المجاورة، القانون، 31/08/2010، رقم 115                                                                                                   |
| النرويج          | لا رجعة فيها | قانون الملكية الفكرية (قانون حقوق الطبع والنشر للملكية الفكرية وما إلى ذلك.). (2018). § 5. (باللغة النرويجية)                                                                |
| بولندا           | ∞ دائمة، لا يمكن تحويل الملكية وغير قابلة للتنازل                                                                                         | المادة 16 |
| مولدوفا          | ∞ لا يمكن تحويل الملكية، تنتقل للورثة | المادة 9 |
| هولندا           | = الحقوق الاقتصادية | المادة 25(2) |
| سلطنة عمان       | ∞ دائمة، غير قابلة لتحويل الملكية، ولا يمكن التنازل عنها                                                                                  | المادة 5 قانون حماية حقوق المؤلف والحقوق المجاورة، المرسوم الملكي رقم 65/2008                                                                                                |
| سنغافورة         | = الحقوق الاقتصادية، يمكن التنازل عنها | الجزء 7 قانون حقوق المؤلف 2021 |
| جنوب إفريقيا     | = الحقوق الاقتصادية، غير قابلة للتحويل ولا يمكن التنازل عنها                                                                              | المادة 20 قانون حقوق المؤلف رقم 98 لعام 1978 |
| المملكة المتحدة  | = الحقوق الاقتصادية، قابلة للتنازل – يجب المطالبة بها                                                                                     | قانون حقوق النشر والتصاميم وبراءات الاختراع لعام 1988 (الفصل 48)، الفصل الرابع، المواد 77-89                                                                                 |
| الولايات المتحدة | ينطبق فقط على الأعمال الفنية البصرية المحدودة ضمن حياة المؤلف (المؤلفين) حتى نهاية السنة التقويمية لوفاة آخر المؤلفين، ويمكن التنازل عنها | [ 18 ] |